# Ajuda da Igreja Norueguesa
Ajuda da Igreja Norueguesa (AIN, em norueguês Kirkens Nødhjelp, em inglês Norwegian Church Aid) é uma organização não governamental norueguesa com sede em Oslo.
Actualmente a AIN é a maior ONG da Noruega que trabalha com cooperacão para o desenvolvimento global.